# تپه تصفیه‌خانه ۱۱
تپه تصفیه خانه ۱۱ مربوط به پاینه سنگی جدید است و در شهرستان کرمانشاه، بخش مرکزی، دهستان قره سو، ۲ کیلومتری جنوب غرب روستای ده سواران واقع شده و این اثر در تاریخ ۲۶ اسفند ۱۳۸۷ با شمارهٔ ثبت ۲۵۶۰۸ به‌عنوان یکی از آثار ملی ایران به ثبت رسیده است.